# Hamasaki Ayumi
『HAMASAKI AYUMI』（ハマサキ・アユミ）は、浜崎あゆみが2000年3月29日に発売したビデオクリップ集のDVD。

## 概要
VHSのみでの発売だった「A Film for ××」と「A clips」に収録されたビデオクリップを1枚のDVDにまとめたもの。したがってこの作品はVHSでは発売されていない。
各作品の撮影時の思い出などをスタッフと共に語った長編インタビュー「A Story of Video Clips」が新たに収録されている。各ビデオクリップのオフショット映像もこれに内包されている。
浜崎の映像作品で唯一、連動再生機能が対応していない、チャプターから選択のみの機能となる。
2006年3月1日から5月31日までの期間限定で低価格化・再発売された（2,800円）。

## 収録内容

### Video Clip
1. poker face
2. YOU
3. Trust
4. For My Dear...
5. Depend on you
6. WHATEVER
7. LOVE〜Destiny〜
8. TO BE
9. Boys & Girls
10. appears
11. kanariya
12. Fly high

### TV-CM
※ は初映像化
1. poker face ※
2. YOU ※
3. Trust ※
4. For My Dear... ※
5. Depend on you ※
6. A Song for ×× (A Song for ×× version)
7. A Song for ×× (POWDER SNOW version)
8. A Song for ×× (5 singles version) ※
9. WHATEVER "version M" ※
10. WHATEVER "version J" ※
11. ayu-mi-x
12. LOVE〜Destiny〜 ※
13. TO BE ※
14. Boys & Girls ※
15. A
16. A Film for ×× ※
17. LOVEppears (New York version) ※
18. appears ※
19. kanariya ※
20. Fly high ※
21. A clips ※